# Narros del Castillo
Narros del Castillo es un municipio de España perteneciente a la provincia de Ávila, en la comunidad autónoma de Castilla y León. Tiene una población de 152 habitantes (INE 2024).

## Geografía
La localidad está situada a una altitud de 956 m s. n. m.
| Noroeste: Salvadiós    | Norte: Salvadiós      | Noreste: Rivilla de Barajas |
| Oeste: Gimialcón       |                       | Este: Rivilla de Barajas    |
| Suroeste: Blascomillán | Sur: Herreros de Suso | Sureste: Vita               |

### Clima
El municipio de Narros del Castillo presenta una temperatura media anual de 11,20 °C. La media de temperaturas mínimas del mes más frío es de -1,10 °C, y la de temperaturas máximas del mes más cálido de 29,80 °C. De acuerdo a los datos de la tabla a continuación y a los criterios de la clasificación climática de Köppen modificada el clima de Narros del Castillo se podría clasificar como un clima mediterráneo Csa o Csb en función de la temperatura media del mes más cálido del verano, dado que supera el valor de precipitación umbral máximo de un clima estepario frío Bsk.
| Parámetros climáticos promedio de Narros del Castillo en el periodo 1981-2010                                                                                       | Parámetros climáticos promedio de Narros del Castillo en el periodo 1981-2010 | Parámetros climáticos promedio de Narros del Castillo en el periodo 1981-2010 | Parámetros climáticos promedio de Narros del Castillo en el periodo 1981-2010 | Parámetros climáticos promedio de Narros del Castillo en el periodo 1981-2010 | Parámetros climáticos promedio de Narros del Castillo en el periodo 1981-2010 | Parámetros climáticos promedio de Narros del Castillo en el periodo 1981-2010 | Parámetros climáticos promedio de Narros del Castillo en el periodo 1981-2010 | Parámetros climáticos promedio de Narros del Castillo en el periodo 1981-2010 | Parámetros climáticos promedio de Narros del Castillo en el periodo 1981-2010 | Parámetros climáticos promedio de Narros del Castillo en el periodo 1981-2010 | Parámetros climáticos promedio de Narros del Castillo en el periodo 1981-2010 | Parámetros climáticos promedio de Narros del Castillo en el periodo 1981-2010 | Parámetros climáticos promedio de Narros del Castillo en el periodo 1981-2010 |
| Mes | Ene.                                                                          | Feb.                                                                          | Mar.                                                                          | Abr.                                                                          | May.                                                                          | Jun.                                                                          | Jul.                                                                          | Ago.                                                                          | Sep.                                                                          | Oct.                                                                          | Nov.                                                                          | Dic.                                                                          | Anual                                                                         |
| --- | ----------------------------------------------------------------------------- | ----------------------------------------------------------------------------- | ----------------------------------------------------------------------------- | ----------------------------------------------------------------------------- | ----------------------------------------------------------------------------- | ----------------------------------------------------------------------------- | ----------------------------------------------------------------------------- | ----------------------------------------------------------------------------- | ----------------------------------------------------------------------------- | ----------------------------------------------------------------------------- | ----------------------------------------------------------------------------- | ----------------------------------------------------------------------------- | ----------------------------------------------------------------------------- |
| Precipitación total (mm) | 37.7                                                                          | 31.8                                                                          | 25.1                                                                          | 42.3                                                                          | 55.7                                                                          | 21.4                                                                          | 13.2                                                                          | 12.9                                                                          | 29.7                                                                          | 53.4                                                                          | 45.9                                                                          | 45.3                                                                          | 414.4                                                                         |
| Fuente: AEMET. Ministerio de Agricultura, Alimentación y Medio Ambiente. Valores normales de precipitación mensual para el periodo 1981-2010 en Narros del Castillo |                                                                               |                                                                               |                                                                               |                                                                               |                                                                               |                                                                               |                                                                               |                                                                               |                                                                               |                                                                               |                                                                               |                                                                               |                                                                               |

## Historia
Fundado por los árabes, fue llamado Bebán —«puerta fortificada»— hasta la batalla de Simancas, en el 939. En el siglo XIII, con la repoblación se denominó «Naharros de Bebán», ya que fue repoblada por navarros («Naharros» como evolución de «Nafarros»). Desde entonces formó parte de la Comunidad de Villa y Tierra de Ávila. El castillo al que se refiere su nombre se encontraba en el lugar que ahora ocupa la iglesia, y de él solo quedan partes de sus lienzos de argamasa y cantos rodados. En el siglo XVII pasó de la tenencia del rey a la del marqués de Mancera y de Malpica hasta el siglo XIX. Finalmente, su nombre derivó a Narros del Castillo. Según el Madoz, a mediados del s. XIX tenía 40 casas, plaza, escuela de instrucción primaria y ayuntamiento que hacía las veces de cárcel.

## Demografía
Narros del Castillo cuenta con una población de 152 habitantes (INE 2024).
| Gráfica de evolución demográfica de Narros del Castillo entre 1842 y 2021                                             |
| |
| Población de derecho según los censos de población del INE. Población de hecho según los censos de población del INE. |

## Monumentos y lugares de interés
Cuenta con una iglesia mudéjar monumental del siglo XIII, cuya primera construcción ya aparece en la relación del cardenal Gil de Torres de 1250, después fue reformada en los siglos XVI al XVIII, amurallada y bajo la advocación de San Juan Bautista, denominada en ocasiones como «iglesia de Santa María del Castillo».
La estación del ferrocarril y el rollo administrativo, recientemente recuperado, son otros dos monumentos de la localidad.